# Герб города Торопец и Торопецкого района
Герб города Торопец и «Торо́пецкого района»  Тверской области Российской Федерации.
Герб утверждён Решением № 264 Собрания депутатов Торопецкого района Тверской области 14 октября 1999 года.
Герб города Торопец и Торопецкого района внесён в Государственный геральдический регистр Российской Федерации под регистрационным номером 500.

## Описание герба
«В зелёном поле деревянная остроконечная башня с обращённым вправо флажком о двух косицах, сопровождаемая во главе луком. Башня и лук золотые, флажок червлёный (красный)».

## Обоснование символики и история герба
В основу городского и районного герба положен исторический герб города Торопца, Высочайше утверждённого 28 мая (8 июня) 1781 года императрицей Екатериной II вместе с другими гербами городов Псковского наместничества. (ПСЗРИ, 1781, Закон № 15162)..
Подлинное описание герба города Торопец гласило:

«Имеетъ старый гербъ. В зеленомъ полѣ деревянная башня, а на ней положенъ золотый лукъ». 
Первый герб Торопца был сочинён герольдместером графом Францем Санти под руководством которого Геральдическая контора в начале XVIII века составляла городские гербы для городских печатей и для полковых знамён России.
Герб Торопца был составлен по описанию сведений присланных в Геральдическую контору из уездной канцелярии «в давние времена построена была стена и башня деревянныя».
Изображения лука в гербе историки объясняют тем, что Торопец в начале XVIII века входил в состав Великолукской провинции, а гласный герб Великих Лук представлял три золотых лука в красном поле.
В 1781 году департамент Герольдии при Сенате под руководством герольдмейстера, действительного статского советника А. А. Волкова при составлении новых гербов городам Псковского наместничества герб Торопца оставил без изменения.
В 1861 году, в период геральдической реформы Кёне, был разработан проект нового герба уездного города Торопец (официально не утверждён): «В зелёном щите деревянная круглая башня с такими же запертыми воротами, увенчанная острой крышей и сопровождаемая золотым луком. В вольной части герб Псковской губернии. Щит увенчан серебряной стенчатой короной и окружён золотыми колосьями, соединёнными Александровской лентой».
В советский период исторический герб Торопца не использовался.
29 января 1999 года был утверждён герб города Торопец и Торопецкого района, который практически полностью повторяет композицию исторического герба города Торопца 1781 года, но в отличие от него имеет на башне флажок не золотой, а червлёный (красный).